# شارون د. كلارك
شارون د. كلارك (بالإنجليزية: Sharon D. Clarke)‏ هي ممثلة بريطانية، ولدت في 28 مايو 1966 في لندن في المملكة المتحدة. من الجوائز التي نالتها رتبة الإمبراطورية البريطانية.

## جوائز
- رتبة الإمبراطورية البريطانية

## وصلات خارجية
- شارون د. كلارك على موقع IMDb (الإنجليزية)
- شارون د. كلارك على موقع روتن توميتوز (الإنجليزية)
- شارون د. كلارك على موقع ميوزك برينز (الإنجليزية)
- شارون د. كلارك على موقع قاعدة بيانات برودواي على الإنترنت (الإنجليزية)
- شارون د. كلارك على موقع أول ميوزيك (الإنجليزية)
- شارون د. كلارك على موقع ديسكوغز (الإنجليزية)
- شارون د. كلارك على موقع ديسكوغز (الإنجليزية)
- شارون د. كلارك على موقع قاعدة بيانات الفيلم (الإنجليزية)